# Saint-Pois
Saint-Pois település Franciaországban, Manche megyében. Lakosainak száma 462 fő (2022. január 1.). Saint-Pois Coulouvray-Boisbenâtre, Cuves, Lingeard, Le Mesnil-Gilbert, Saint-Laurent-de-Cuves és Saint-Michel-de-Montjoie községekkel határos.

## Népesség
A település népessége az elmúlt években az alábbi módon változott:
| Lakosok száma | 623  | 568  | 558  | 531  | 502  | 508  | 511  | 490  | 480  | 462  |
|               | 1968 | 1982 | 1990 | 2006 | 2013 | 2015 | 2017 | 2019 | 2020 | 2022 |